# Moiry (Vaud)
Pour les articles homonymes, voir Moiry.
Moiry est une commune suisse du canton de Vaud, située dans le district de Morges.

## Géographie
| La Praz       | Juriens             | Romainmôtier-Envy |
| Mont-la-Ville | Moiry               | Ferreyres         |
| Cuarnens      | La Chaux (Cossonay) | Chevilly          |

### Hydrographie
Moiry est traversée par la Venoge qui marque la frontière avec Chevilly et La Chaux.

## Population

### Surnom
Les habitants de Moiry sont surnommés « lè z'Epouéri » (les apeurés en patois vaudois),,.